# Michiana Shores
Michiana Shores és una població dels Estats Units a l'estat d'Indiana. Segons el cens del 2000 tenia 330 habitants.

## Demografia
Segons el cens del 2000, Michiana Shores tenia 330 habitants, 162 habitatges, i 99 famílies. La densitat de població era de 364 habitants/km².
Dels 162 habitatges en un 16,7% hi vivien nens de menys de 18 anys, en un 53,7% hi vivien parelles casades, en un 5,6% dones solteres, i en un 38,3% no eren unitats familiars. En el 32,7% dels habitatges hi vivien persones soles el 13,6% de les quals corresponia a persones de 65 anys o més que vivien soles. El nombre mitjà de persones vivint en cada habitatge era de 2,04 i el nombre mitjà de persones que vivien en cada família era de 2,58.
Per edats la població es repartia de la següent manera: un 14,8% tenia menys de 18 anys, un 3% entre 18 i 24, un 22,1% entre 25 i 44, un 33,3% de 45 a 60 i un 26,7% 65 anys o més.
L'edat mediana era de 50 anys. Per cada 100 dones de 18 o més anys hi havia 97,9 homes.
La renda mediana per habitatge era de 46.250 $ i la renda mediana per família de 64.750 $. Els homes tenien una renda mediana de 42.333 $ mentre que les dones 30.750 $. La renda per capita de la població era de 30.633 $. Cap de les famílies i el 2,5% de la població estaven per davall del llindar de pobresa.

## Poblacions més properes
El següent diagrama mostra les poblacions més properes.